# Crocodil marin
Crocodilul marin (Crocodylus porosus) este o specie de crocodili, totodată și cea mai mare reptilă din lume în viață, dar și cel mai mare prădător terestru. Masculii din această specie pot ajunge până la 7 metri în lungime și până la o greutate de 2000 kg. Totuși, mărimile obișnuite ale unui mascul adult în general sunt cuprinse între 4,3 și 5,2 metri în lungime și de la 400 până la 1000 kg în greutate, rareori crescând mai mari. Femelele sunt cu mult mai mici și de obicei nu depășesc 3 m în lungime. Crocodilii din această specie pot trăi în apă sărată, dar de obicei stau în mangrove, estuare, delte de râuri, lagune ș.a. Ei au cel mai extins areal de răspândire dintre toți crocodilii moderni, putând fi întâlniți de la coasta de estică în India, prin Asia de Sud-Est și nordul Australiei. Datorită dimensiunilor, agresivității și răspândirii lor, acești crocodili sunt considerați cei mai periculoși crocodili existenți pentru oameni.

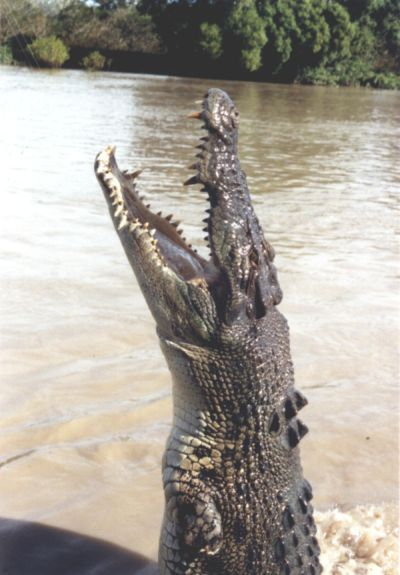
Un Crocodylus porosus sărind în Râul Adelaide